# عربی کلاسیک
عربی کلاسیک یا عربی قرآنی (عربی: اَلعَرَبِیَّةُ ٱلْفُصْحَیٰ) شیوهٔ ادبیِ معیار زبان عربی از سدهٔ هفتم میلادی و طی قرون وسطی بود. متون دینی و ادبی همانند کتاب قرآن، شعرها، نثرها و سخنرانی‌ها در دوران اموی و عباسی از برجسته‌ترین آثار موجود به عربی کلاسیک هستند.
عربی نوین معیار نوادهٔ مستقیم عربی کلاسیک است و امروزه در جهان عرب در اسناد و سخنرانی‌های رسمی، همچون برخی از پخش‌های رادیویی و محتواهای غیرسرگرمی، کاربرد دارد. صرف و نحو عربی نوین معیار با عربی کلاسیک یکسان است؛ اما واژگان و سبک‌شناسی آن متفاوت است.